# Tracie Savage

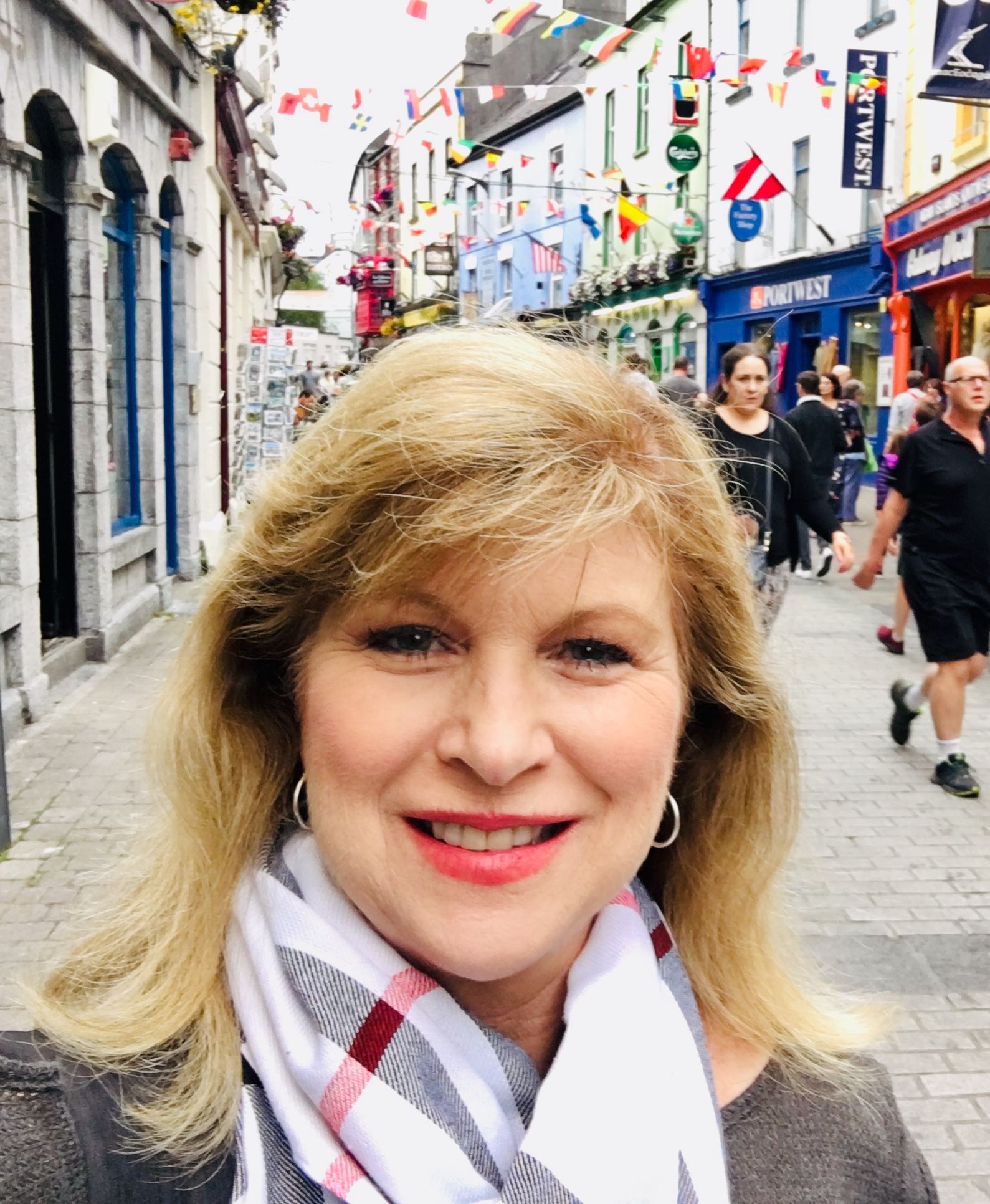
Tracie Savage, 2019

Tracie Savage, manchmal auch Tracy (* 7. November 1962 in Ann Arbor, Michigan), ist eine US-amerikanische Schauspielerin, Journalistin sowie Nachrichtensprecherin.

## Wirken
Savage machte ihren Abschluss an der University of Michigan in Kommunikationswissenschaften. Sie begann ihre Karriere im Alter von acht Jahren als Kinderdarstellerin in verschiedenen Fernsehproduktionen. Eine ihrer bekanntesten Fernsehrollen war die der Christy Kennedy in Unsere kleine Farm. Sie hatte auch Gastauftritte in Serien wie Dr. med. Marcus Welby, Eine amerikanische Familie und Happy Days. Ihre wohl bekannteste Filmrolle war die der Debbie im Slasherfilm Und wieder ist Freitag der 13. (1982). Nachdem diese Produktion abgedreht war, kehrte Savage der Schauspielerei den Rücken, um sich verstärkt einer Karriere als Journalistin zuzuwenden.
Savage spezialisierte sich auf Fernsehjournalismus und begann ab 1985 für verschiedene Fernsehsender in den Vereinigten Staaten zu arbeiten. Stationen ihres Berufslebens waren in den nachfolgenden Jahren unter anderem Flint in ihrer alten Heimat Michigan, Dayton im US-Bundesstaat Ohio und Los Angeles. Dort war sie ab 1994 auch sieben Jahre lang bei NBC als Nachrichtensprecherin beschäftigt. Ab 2002 kehrte Savage wieder zur Schauspielerei zurück und hatte Gastauftritte in einzelnen Episoden von Serien wie Meine wilden Töchter und Monk.

## Filmografie
- 1970: Wo die Liebe hinfällt (Love, American Style, Fernsehserie, eine Folge)
- 1970: Twen-Police (The Mod Squad, Fernsehserie, eine Folge)
- 1970: Nancy (Fernsehserie, eine Folge)
- 1970–1971: Meine drei Söhne (My Three Sons, Fernsehserie, zwei Folgen)
- 1974: Hurricane (Fernsehfilm)
- 1974: Hochhaus in Flammen (Terror on the 40th Floor, Fernsehfilm)
- 1974–1975: Dr. med. Marcus Welby (Marcus Welby, M.D., Fernsehserie, zwei Folgen)
- 1974–1975: Unsere kleine Farm (Little House on the Prairie, Fernsehserie, zehn Folgen)
- 1975: Lizzie Bordens blutiges Geheimnis (The Legend of Lizzie Borden, Fernsehfilm)
- 1975: Friendly Persuasion
- 1975: Three for the Road (Fernsehserie, eine Folge)
- 1975: Mobile One (Fernsehserie, eine Folge)
- 1976: Once an Eagle (Fernsehserie, vier Folgen)
- 1976–1977: Eine amerikanische Familie (Family, Fernsehserie, drei Folgen)
- 1981: Zum Teufel mit Max (The Devil and Max Devlin)
- 1981: Happy Days (Fernsehserie, eine Folge)
- 1982: Boomer, der Streuner (Here’s Boomer, Fernsehserie, eine Folge)
- 1982: Und wieder ist Freitag der 13. (Friday the 13th Part III)
- 2002: First Monday (Fernsehserie, zwei Folgen)
- 2003: Meine wilden Töchter (8 Simple Rules for Dating My Teenage Daughter, Fernsehserie, eine Folge)
- 2005: Loretta (Kurzfilm)
- 2008: Monk (Fernsehserie, eine Folge)
- 2016: The Bone Garden
- 2016: The Crooked Man (Fernsehfilm)
- 2019: The Murder of Nicole Brown Simpson